# Лайм персидский
Лайм персидский (лат. Citrus × latifolia), Цитрус широколистный. Также известный под другими распространёнными названиями: лайм без косточек, лайм Bearss, лайм Таити. Представляет собой вид цитрусовых гибридного происхождения, известный только в культуре. Персидский лайм представляет собой триплоидный гибрид лайма (Citrus × aurantiifolia) и лимона (Citrus × limon).
Хотя есть и другие виды цитрусовых, называемые «лаймами», персидский лайм является наиболее широко культивируемым видом лайма в коммерческих целях, и на его долю приходится наибольшая доля фруктов, продаваемых как лаймы. Плоды желтеют по мере созревания, но повсеместно продаются ещё зелёными.

## Описание
Дерево или кустарник, почти не обладающее шипами. Плоды имеют диаметр около 6 см, часто со слегка сосковидным концом, и обычно продаются зелёными, хотя желтеют по мере достижения полной зрелости. Он также широко доступен в сушёном виде, так как его часто используют таким образом в персидской кухне. Он крупнее, с более толстой кожицей, с менее интенсивным цитрусовым ароматом, чем лайм настоящий (Citrus aurantifolia). Преимуществами персидского лайма в товарном сельском хозяйстве по сравнению с лаймом настоящим являются более крупный размер, отсутствие семян, зимостойкость, отсутствие шипов на кустах и более длительный срок хранения плодов. Они менее кислые, чем лайм настоящий, и не имеют горечи, которая придает уникальный вкус лайму настоящему.

## Выращивание
Персидские лаймы впервые стали массово выращивать в Персии (Иране) и на юге Ирака.
Размножают деревья клонально, прививкой или воздушными отводками. Персидский лайм продается в США в основном шести размеров: 110, 150, 175, 200, 230 и 250. Ежегодно выращивается, перерабатывается и экспортируется большое количество персидского лайма, главным образом из Мексики на рынки Америки, Европы и Азии. В 2014 году Бразилия была основным экспортером свежего лайма в Европу (около 70 %), а Мексика поставляла большую часть остатка.
Сорта включают:
- Лайм Bearss[15] (назван в честь Джона Т. Беарсса, который вывел этот бессемянный сорт примерно в 1895 году в своем питомнике в Портервилле, Калифорния)
- Page lime[16]
- Персидский лайм СПБ-7[17]
- Pond’s lime[18]
- Таитянский лайм[19]